# یافوروف
یافوروف (به انگلیسی: Yavoriv) نام شهری واقع در استان لفیف اوکراین است.